# Toxonprucha amoena
Toxonprucha amoena là một loài bướm đêm trong họ Erebidae.